# Chiesa di Santa Vittoria Vergine e Martire (Arsita)
La chiesa di Santa Vittoria Vergine e Martire è la parrocchiale di Arsita, nella provincia di Teramo in Abruzzo. Risale al XVI secolo.

## Storia
La prima attestazione dell'esistenza della chiesa con dedicazione a Santa Vittoria nella cittadina di Arsita
risale al 1580.
Durante il XVIII secolo l'edificio originario fu oggetto di un rifacimento secondo il gusto barocco e in questo periodo venne arricchito nelle decorazioni degli interni. Durante il secolo successivo la facciata venne rinnovata ma non fu completata, conservando così l'aspetto che ci è pervenuto, con la parte centrale in laterizio.
Durante gli anni venti del XX secolo la chiesa venne rinforzata con una struttura in cemento armato per dare maggior stabilità alla copertura del tetto, poi, durante gli anni sessanta, tutto il complesso venne restaurato e in tale occasione vennero realizzati l'altar maggiore e la balaustra presbiteriale, oltre al battistero. L'interno venne arricchito anche di particolari in marmo.
Altri interventi si sono avuti a partire dal 2005, con il ripristino di una struttura in legno per reggere la copertura del tetto e il rifacimento dell'intonacatura esterna più specifica per evitare la formazione di umidità nelle murature.
Dopo il sisma del 2009 la chiesa è stata seriamente danneggiata ed è stato necessario un restauro urgente per la sua messa in sicurezza. Questo ha permesso la sua riapertura al culto nel 2010.

## Descrizione
La chiesa è posta al centro di Arsita. La facciata è in laterizio e solo la parte più esterna e arretrata, che corrisponde al prospetto originario, è intonacata. Il portale in pietra è sormontato da una lunetta che contiene la statua di San Nicola, in pietra, opera recente dello scultore Diego Mostacci.
L'interno ha una sola navata con altari laterali. Vi viene conservata la statua in terracotta raffigurante la Madonna in trono con Bambino, di fattura cinquecentesca, trasportata qui dalla chiesa di Santa Maria d'Aragona.